# ブラー (トランスフォーマー)
ブラー（Blurr）はハスブロとタカラ（現･タカラトミー）が展開するロボット玩具シリーズ、トランスフォーマーに登場する架空のキャラクター。

## G1
『トランスフォーマー ザ・ムービー』から登場。英語版ではジョン・モシッタ二世。日本語版では山口健、『トランスフォーマー ザ・リバース』では伊藤栄次が声を担当した。

### 性格・特徴
落ち着きがなく、早口で話すサイバトロンの情報員。無輪式のスーパーカーに変身する。日本語版ではオネエ言葉交じりで、多くの語彙を交えて話す。せっかちで陽気な性格だが、ネガティブな部分もあり最悪の結果を口にすることもある。時に早口を他人から言われることもあるが、本人はあまり気にしていない。スピード自慢であり、『ザ・ムービー』では残像を伴う演出が見られた。毎晩月（特に満月）を見るのが好き。コウモリが苦手。
武器は「エレクトロレーザー」と、両腕からのビーム。右手を収納して溶接用のバーナーを展開することも可能。玩具では車体前部がシールドになる。

### 活躍

#### トランスフォーマー ザ・ムービー
地球のサイバトロンシティが敵襲に遭った時にウルトラマグナスに援護を頼まれる。「頼りになる男」を自称し不満を口にしながらも、デストロンに攻撃していた。
ユニクロン討伐に向かった際はウルトラマグナスらのシャトルに同行。この時、シャトルに乗らず戦おうとするダイノボットに手を焼いていた。
最後のユニクロンとの戦いでの所在は不明だが、ラストシーンには登場していた。

#### 戦え!超ロボット生命体トランスフォーマー2010
第1話「新たなる戦い」より登場。パーセプターにメトロフレックスのトランスフォームコグの運搬任務をウィーリーと共に任される。道中、衛星イオにて宇宙船を失いアニマトロンに襲われるが、地球軍のメリッサ大尉やスカイリンクスの協力を得て、やり遂げている。
第27話「テレパシー惑星を救え」でクインテッサの支配する惑星ザモジンに墜落。ロディマスコンボイらが鋼鉄で出来た木に墜落する中、一人岩に墜落して両脚を負傷。カーモードにもトランスフォーム不能になり、その場に置いていって貰う。しかし、ザモジン星の民にクインテッサの手先と勘違いされ、熱湯に釜茹でにされる。その場にいたパーセプターの手により、誤解は解かれるものの、クインテッサの手により熱湯に落とされる。しかしその熱湯はオイルの役割を果たし、ブラーは全快。クインテッサの宇宙船に突撃し、パーセプターのパーツを取り戻す。
終盤、宇宙ペストに感染したスペリオンによりリペア不能の重傷を負うが、クインテッサ星人の手により復活する。コンボイの復活を最初に喜んでいた。ジャールの洞窟のお化け蜘蛛の巣が崩れて落ちかけたチャーを助けている。

#### トランスフォーマー ザ・リバース
サイバトロン星に残留。本作品ではネビュロン人ヘイワイヤー/Heywire（声 - 堀川仁 /英 - ロブ・ポールセン）をパートナーにターゲットマスターになる。
冒頭でホットロッドとレースを演じて負ける。その後デストロンが奪ったプラズマエネルギー貯蔵庫の鍵を取り返すために、慌ててシャトルに乗り込む。鍵はセレブロスが取り戻すもエネルギーのオーバーロードにより、シャトルがネビュロン星に不時着。
そこに住む、ネビュロン人に星の支配者であるハイブの一味と勘違いされ拘束され、さらには追跡してきたデストロンに攫われてしまう。ヘッドマスターとなった仲間たちに救出された後は、デストロンのターゲットマスターに対抗するため、ヘイワイヤーをパートナーとしたターゲットマスターとなる。
その後、コンボイと合流。

#### トランスフォーマー　ザ☆ヘッドマスターズ
第1話「空から来た四人の戦士」より登場。チャーやアーシーと共に惑星アセニアに駐留している。
第10話「セイバートロン星危機一髪 後編」では故郷セイバートロン星がスコルポノックの手により爆破され、新たなトランスフォーマーが住める星を探すためロディマスとチャーと共に旅に出る。
終盤、『リバース』同様ターゲットマスターとして再登場の予定だった。

### コミック版での活躍
テレビマガジン版コミックでは第2作『超ロボット生命体物語ザ☆トランスフォーマー』の第1話より登場。
第5話ではフェミニア星に降り立ったデストロンに攻撃を仕掛けようとするが、ロディマスコンボイに「焦るな」と言われていた。
ケイブンシャの大百科別冊『戦え!超ロボット生命体トランスフォーマー2010』に掲載された「最強のトランスフォーマーは」ではサイバトロン側の7人のメンバーに選抜。スタースクリームに倒されたウィーリーの仇を取るために、スタースクリームに攻撃を仕掛ける。彼の反撃を避けるが、4対4になった後、ガルバトロンとメガトロンに場外に投げられてしまう。

### 玩具
国内では1986年11月に「C-79」のナンバーを与えられて発売。出荷された時期によりシールドの色合いが異なる。開発担当は石澤隆行。
海外ではターゲットマスター版が発売。パートナーとしてヘイワイヤーが同梱し、胸部に寄り付け穴が設けられている。国内でもホットロディマスやチャーと共に発売予定があったが中止された。

## トランスフォーマー ギャラクシーフォース
『ギャラクシーフォース』ではセイバートロン星からの避難民である移民トランスフォーマーとして登場。スーパーカーに変形する。
第4話から登場。同型が無数に存在する。因みにロボットモードは劇中未登場。当初は地球人の少年であるコビーが人々に見せびらかしてしまったために警察に押収されそうになってしまうが、高性能ラジコンとのことで難を逃れた。
第37話で同型のトランスフォーマー2体（赤、黄色）とオートバイ型のトランスフォーマー2体とロングラックと共にデモリッシャーを仲間として出迎え、第49話でオートランダーとスキッズとインチアップと同型のトランスフォーマーたちと中継トランスフォーマーと共に最終決戦に駆けつけた。
最終話である第52話のエピローグではエクシゲイザー（エクシリオンの強化形態）とスキッズとインチアップと同型のトランスフォーマーたちと共にスピーディアでレースをしている様子が描かれた。
漫画版では未登場。

### 玩具
『トランスフォーマー マイクロン伝説』のシルバーボルト/Blurrの仕様変更品。バズソー/Buzzsawとのセットで2005年2月下旬に「GS-01」として発売された。フォースチップは「スピーディア」。サイズは海外の基準でデラックスクラス（DELUXE CLASS）。肩書きは情報員になっている。
付属しているギャラクシーコンボイファイルには、「セイバートロン星から惑星スピーディアへフォースチップの情報収集に送り込まれた戦士で、卓越されたスピードと洗練された危険察知能力で敵地へ忍び込むその姿を見た者は誰もおらず、落ち着きの無い性格ではあるものの驚愕の早口と同様に彼の素早い仕事ぶりは大きな評価に値し、イグニッションでさらなるスピードアップを図ることができ、短距離の飛行も可能である」と記載されている。
フォースチップを後部（ビークルモード時に挿入）にイグニッションすることにより、フライトモードになり、ロボットモード（この時は背部に挿入）での発動も可能になっている。

## トランスフォーマー アニメイテッド
『アニメイテッド』では総司令官直属の精鋭部隊エリートガードから派遣された特務調査員として登場。初登場は第21話。レーシングカーに変形する。声優は英語版がG1と同じジョン・モシッタ二世、日本語版が櫻井孝宏。

### 性格・特徴
エリートガードの特務調査員としてディセプティコンと地球にいたオプティマスプライム（コンボイ）一向を監視する目的で派遣されていたオートボット。カーモードの際は無言であるが、ロボットモードに変形すると周りの人物が聞き取れないほど早口で喋る。自称「宇宙一の早口ロボット」。スピードも速く、バンブルビーも負けを認めるほどである。
武器はボンネットから出るエナジーソーだが、本編では使用しなかった。

### 活躍
第20話では海賊番組『ストリートデーモン』の主催者であるマスター・ディザスターがオールスパークが封印されたリモコンで操るレーシングカーとして登場。群を抜いたスピードで他の車を妨害する、レースのスターにされていたが、潜入していたサリ・サムダックとバンブルビーの活躍により助けられ、その場を去っている。
第28話にてロボットモードに変形する。メガトロンとショックウェーブの会話を傍受し、メガトロンのサイバトロン星征服計画を阻止するために行動するが、バンブルビーの介入もあり失敗する。その後、オプティマスプライム（コンボイ）の部隊と合流し、ディセプティコンのアジトへ案内する。
アジトでの戦いでは電子手錠を使い、ブリッツウイング、ラグナッツ、スカイワープらを拘束するも、ミックスマスターのコンクリート固めを受けたサンダークラッカーとぶつかり、サンダークラッカーやスカイワープと共にコンクリートに固められた状態でスペースブリッジを通って宇宙の果てに飛ばされてしまう。
その後、コンクリートから脱出しサイバトロン星まで走って、諜報部で情報長官であるロングアーム（正体はショックウェーブ）にスパイのことを伝えるも、ロングアームに攻撃され、ロングアームが自分をなぜ攻撃したのが分からないまま逃走。しかし、壁に押し潰される罠に誘導された後、キューブの姿になり、クリフジャンパーにより投棄されたが、海外ムック本『TRANSFORMERS ANIMATED: THE ALLSPARK ALMANAC』ではスパークはまだ無事であることが明かされ、『The Return of Blurr』にて復活を果たす。
後日談を描いた『レジェンズ』の漫画版のエピローグではサイバトロン星の収監所でディセプティコンを見張っていた。
次回予告では自分の名を絡めた早口言葉（「ブラー麦、ブラー米、ブラー卵」など）を披露していた。

### 玩具
日本では2010年7月24日に「TA-30」のナンバーを与えられて発売。サイズは海外の基準でデラックス（DELUXE）。開発担当は蓮井章悟。

## トランスフォーマー ユナイテッド
海外の玩具展開『TRANSFORMERS GENERATIONS』にて発売されたものの塗装変更品。頭部が『IDW版』に準じたデザインになっている。国内では2011年2月26日に「UN-16 オートボットブラー」として発売。オリジナルデザインのスポーツカーに変形する。先に発売されたドリフト/Driftの仕様変更品であり、武器はドリフトの剣からライフルに変更されている。サイズは海外の基準でデラックス（DELUXE）。
ブラー発売以前の2010年12月には「トランスフォーマーユナイテッド 発売記念キャンペーン」にてミニコン・キャリバーストの配色変更品がヘイワイヤーとしてヤマダ電機で関連商品を3000円以上購入者に配布された。

## コンピュータゲーム
PlayStation 2専用ソフト『トランスフォーマー』ではサイバトロン側の使用キャラクターの1人として登場。ステージ7クリア後に仲間になる。